# Кејп Меј (Њу Џерзи)
Кејп Меј (енгл. Cape May) град је у америчкој савезној држави Њу Џерзи. По попису становништва из 2010. у њему је живело 3.607 становника.

## Демографија
Према попису становништва из 2010. у граду је живело 3.607 становника, што је 427 (10,6%) становника мање него 2000. године.
| Група             | 2000.         | 2010.         |
| Белци             | 3.609 (89,5%) | 3.018 (83,7%) |
| Афроамериканци    | 212 (5,3%)    | 175 (4,9%)    |
| Азијати           | 16 (0,4%)     | 24 (0,7%)     |
| Хиспаноамериканци | 153 (3,8%)    | 311 (8,6%)    |
| Укупно            | 4.034         | 3.607         |